# Hoge Petrusklooster
Het Hoge Petrusklooster of Visoko-Petrovskiklooster (Russisch: Высоко-петровский монастырь) is een Russisch-orthodox klooster in Moskou. Het klooster voor mannen is gelegen aan de Oelitsa Petrovka, in de oude wijk Tverskaja.

## Geschiedenis
De eerste vermeldingen in schriftelijke bronnen van het klooster betreffen kronieken uit het jaar 1377. Er bestaan verschillende versies over het ontstaan van het klooster, maar de meest waarschijnlijke is dat het klooster in 1315-1316 werd gesticht door Petrus, Metropoliet van Kiev. Oorspronkelijk werd het klooster naar de apostelen Petrus en Paulus vernoemd. Na de Slag op het Koelikovo-veld liet de gelovige vorst Dmitri Donskoi er een houten kerk ter ere van het icoon van de Moeder Gods van Bogoljoebovskaja bouwen. Van de 15e tot de 17e eeuw vormde het klooster een belangrijke schakel in de verdedigingslinie van Moskou.
In de laatste jaren van de 17e eeuw werd het klooster nagenoeg volledig herbouwd in barokke stijl door de puissant rijke familie Narysjkin, verwanten van Peter I van Rusland. Naast leden van de familie Narysjkin werden in het klooster ook veel leden van andere beroemde families begraven.

## Sovjet-periode
Na 1917 werden verschillende hooggeplaatste geestelijken en monniken uit andere kloosters naar het klooster verbannen. In 1923 werd de Sergiuskerk gesloten, gevolgd door de kerk van de Moeder Gods van Tolga in 1926 en de Bogoljoebovskajakerk in 1929. Het klooster werd gesloten in 1926 en leeggeroofd. Een deel van de waardevolle objecten verdween naar verschillende musea. Het klooster kreeg verschillende bestemmingen. De Bogoljoebovskajakerk huisvestte bijvoorbeeld een werkplaats voor de reparatie van landbouwmachines. Vanaf 1950 werd het klooster gerestaureerd en werden de gebouwen ter beschikking gesteld aan culturele instellingen zoals het Literatuurmuseum.

## Heropening
In het begin van de jaren 90 keerden de gebouwen terug naar de Russisch-orthodoxe Kerk. Tegenwoordig is het weer een klooster. Ondanks de repressie heeft het gebouwencomplex in vergelijking met andere kloosters de Sovjet-periode redelijk goed. De grafkapel van de familie Narysjkin bleef behouden.

## Kerken
- Kathedraal van de Icoon van de Moeder Gods van Bogoljoebovskaja (1690-1691)
- Kathedraal van de Heilige Sergius (1690-1694)
- Kerk van Petrus Metropoliet van Moskou (1514-1517)
- Kerk van de Moeder Gods van Tolga (1744-1750)
- Kerk van de Heilige Apostelen Petrus en Paulus (1753-1755)
- Kerk van de Bescherming van de Moeder Gods / Voorbedekerk, poortkerk (1691-1694)

## Afbeeldingen

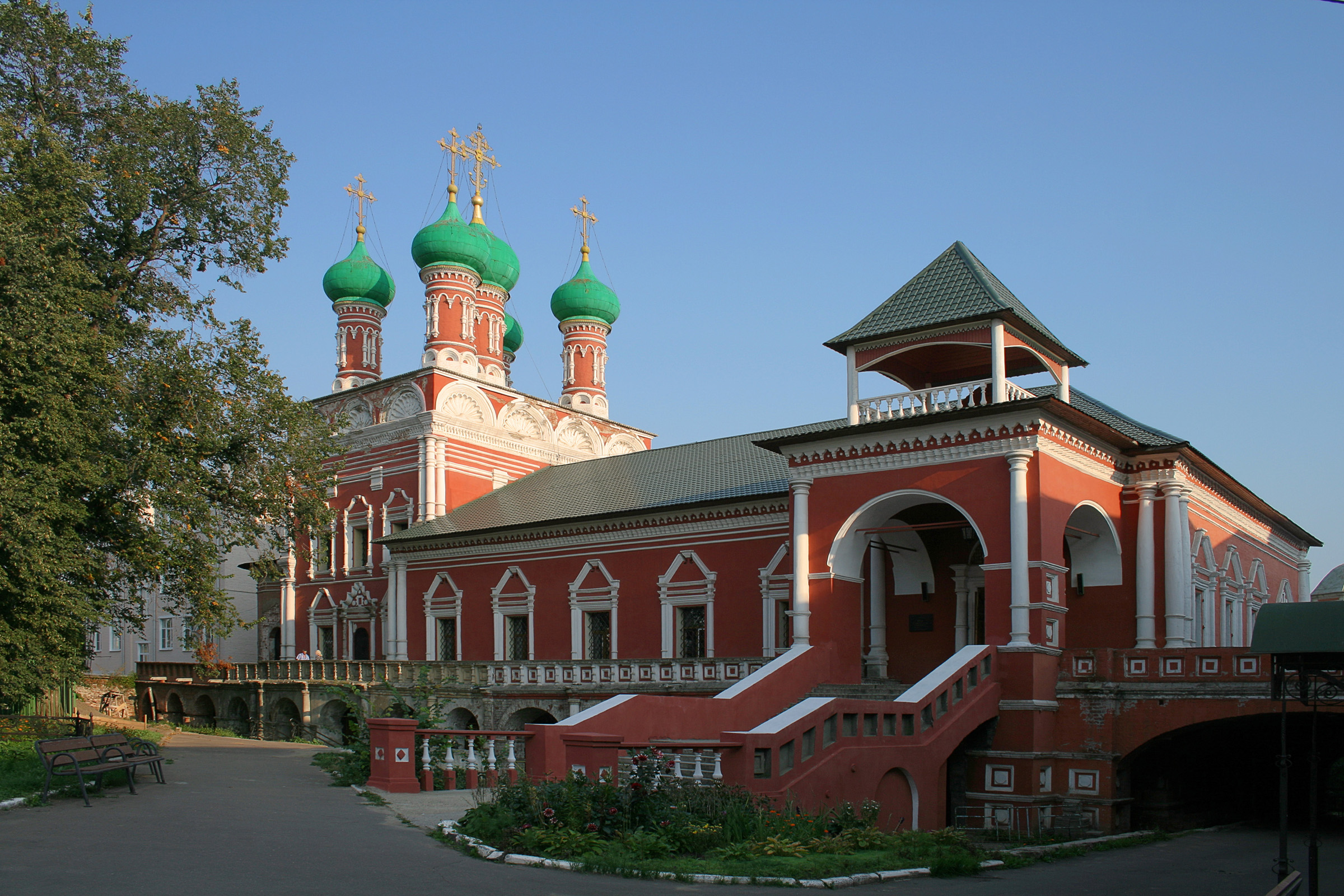
Kerk van de Heilige Sergius
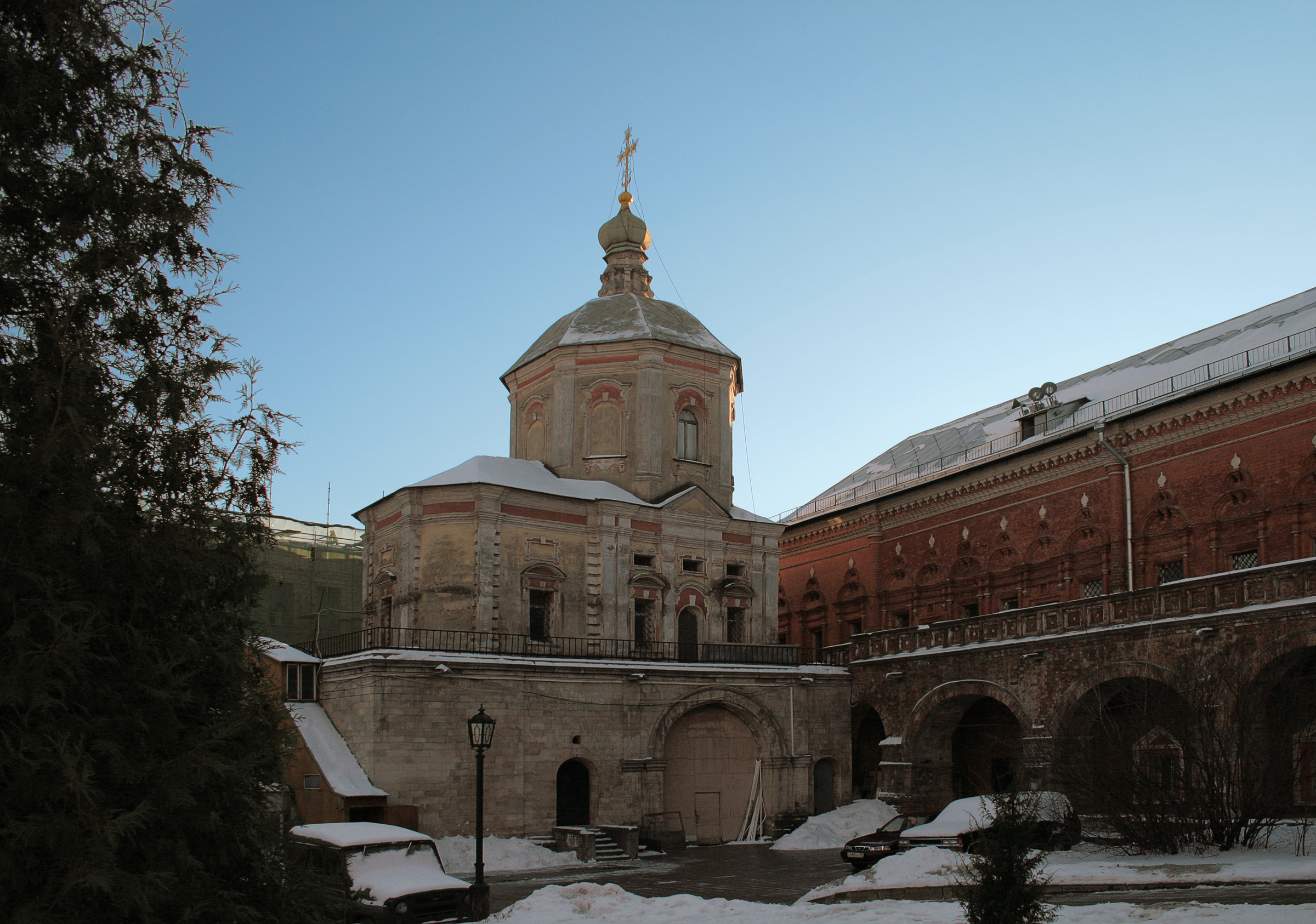
Pachomiuskerk
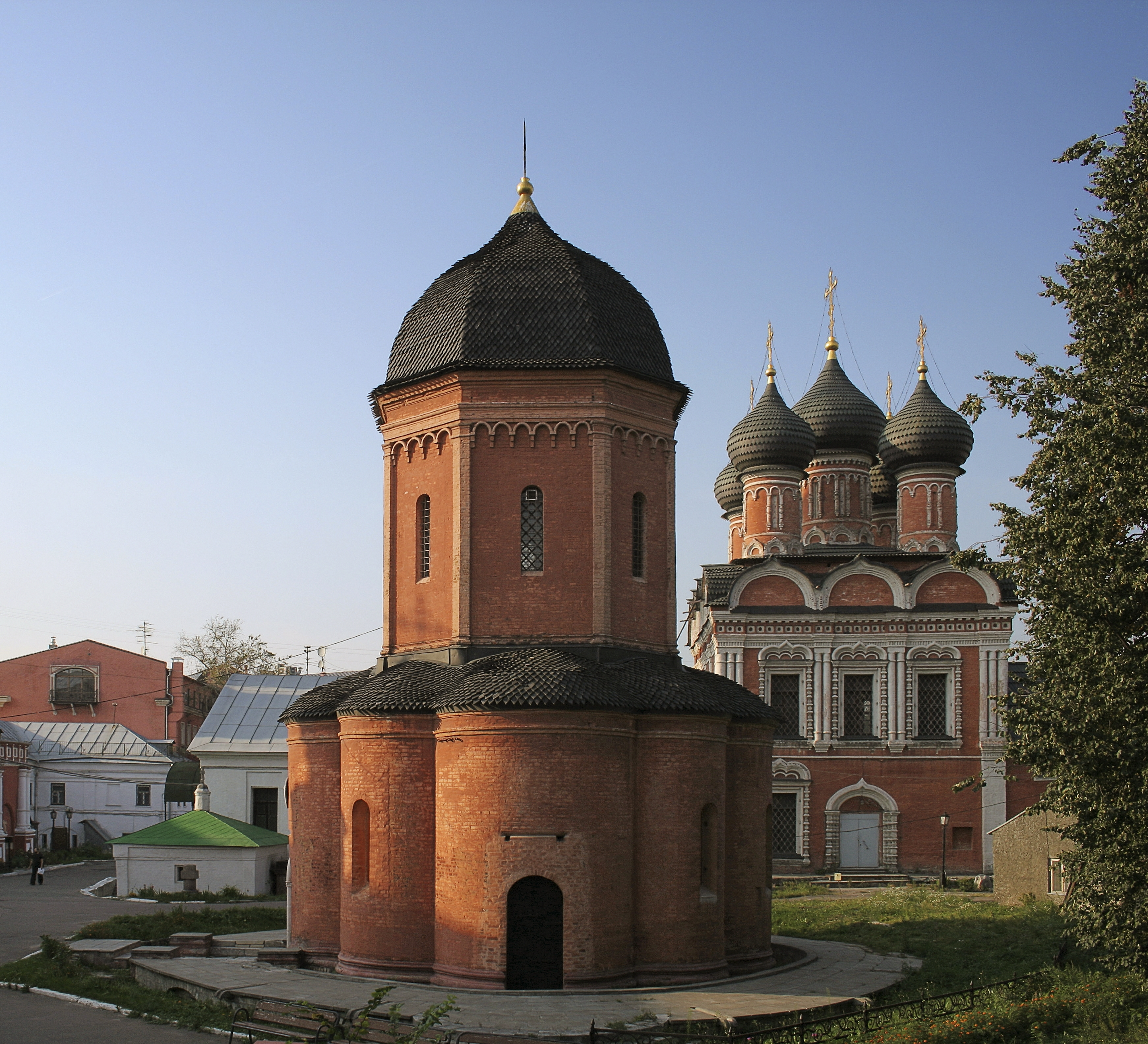
Kathedraal van Petrus, Metropoliet van Kiev
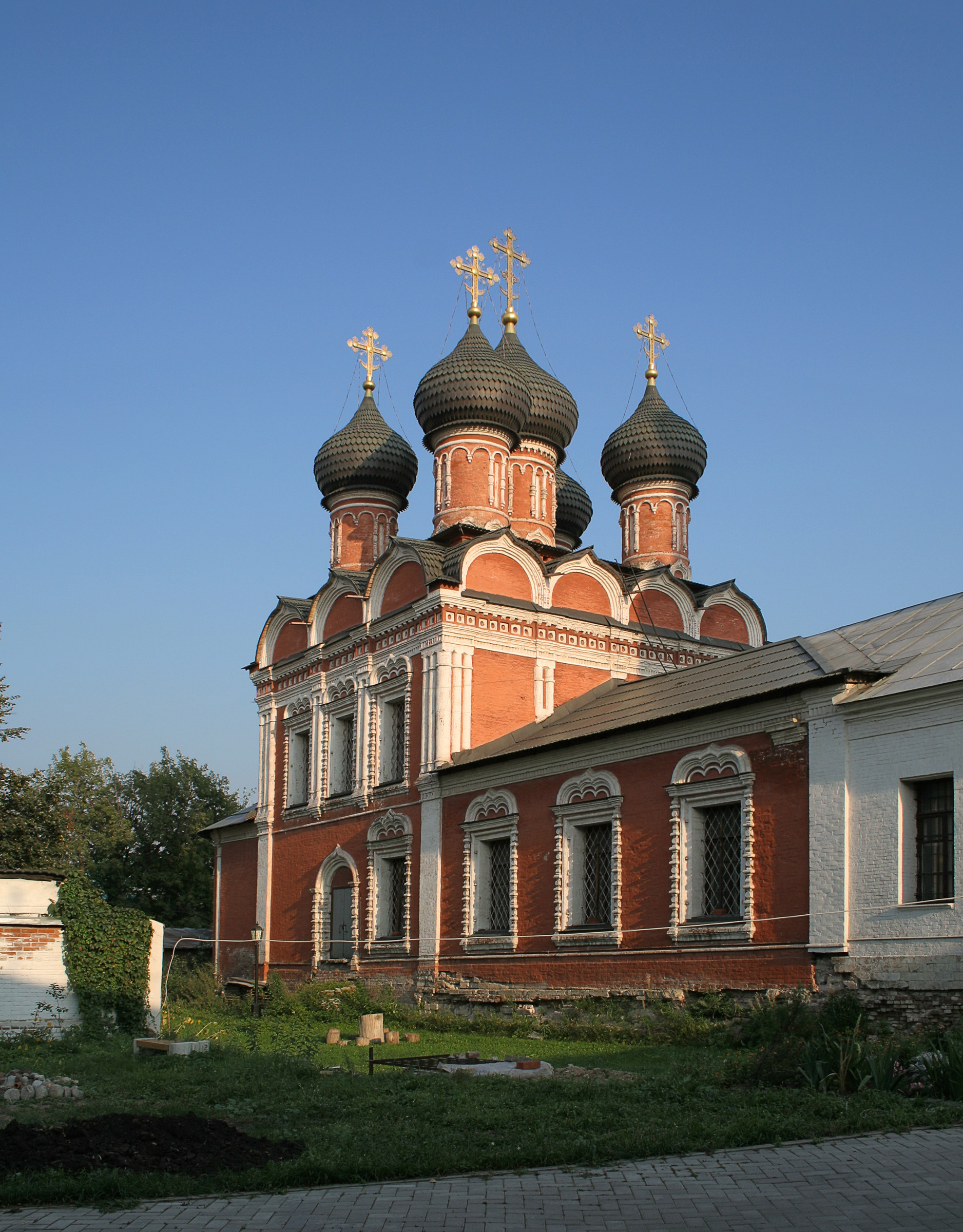
Kathedraal van de Icoon van de Moeder Gods van Bogoljoebovskaja
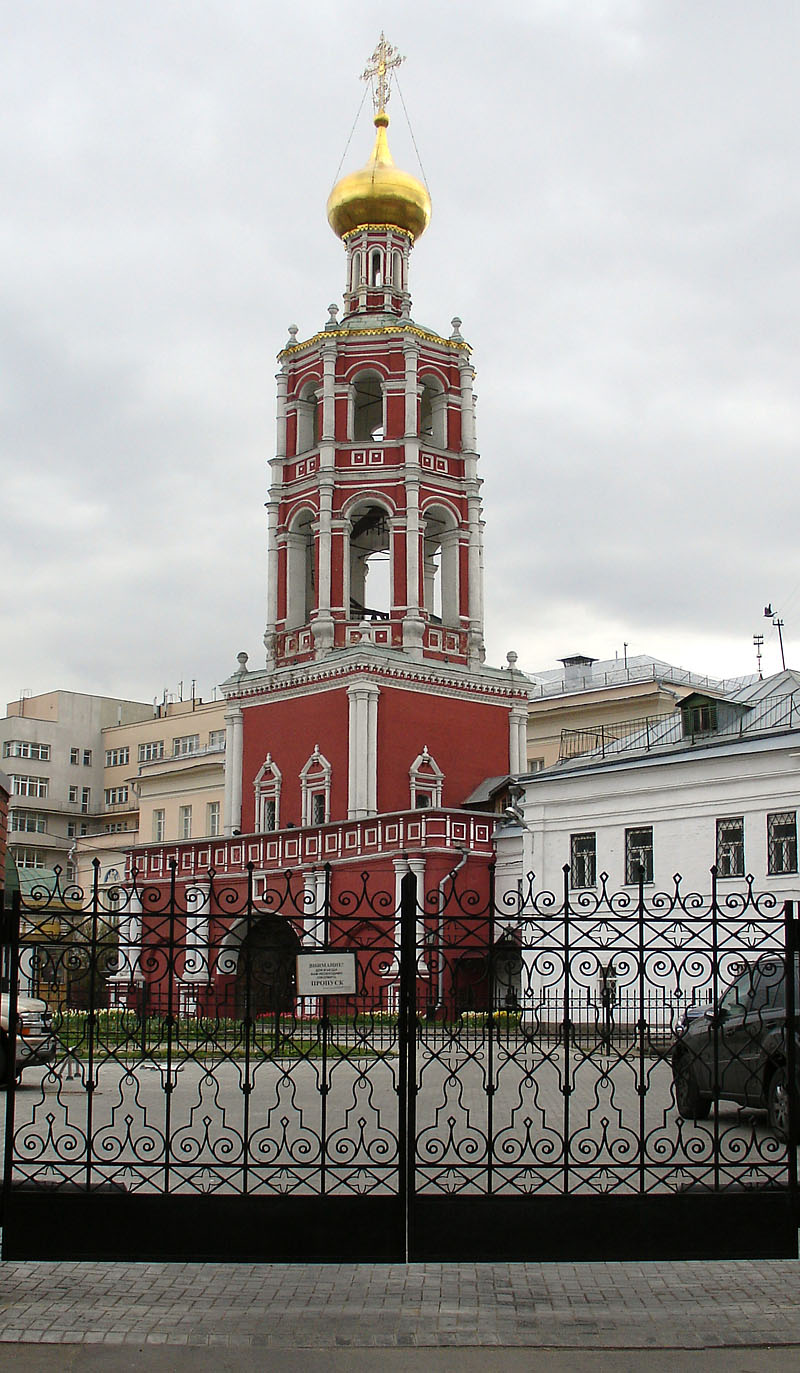
Poortkerk van de Heilige Maagd (klokkentoren)
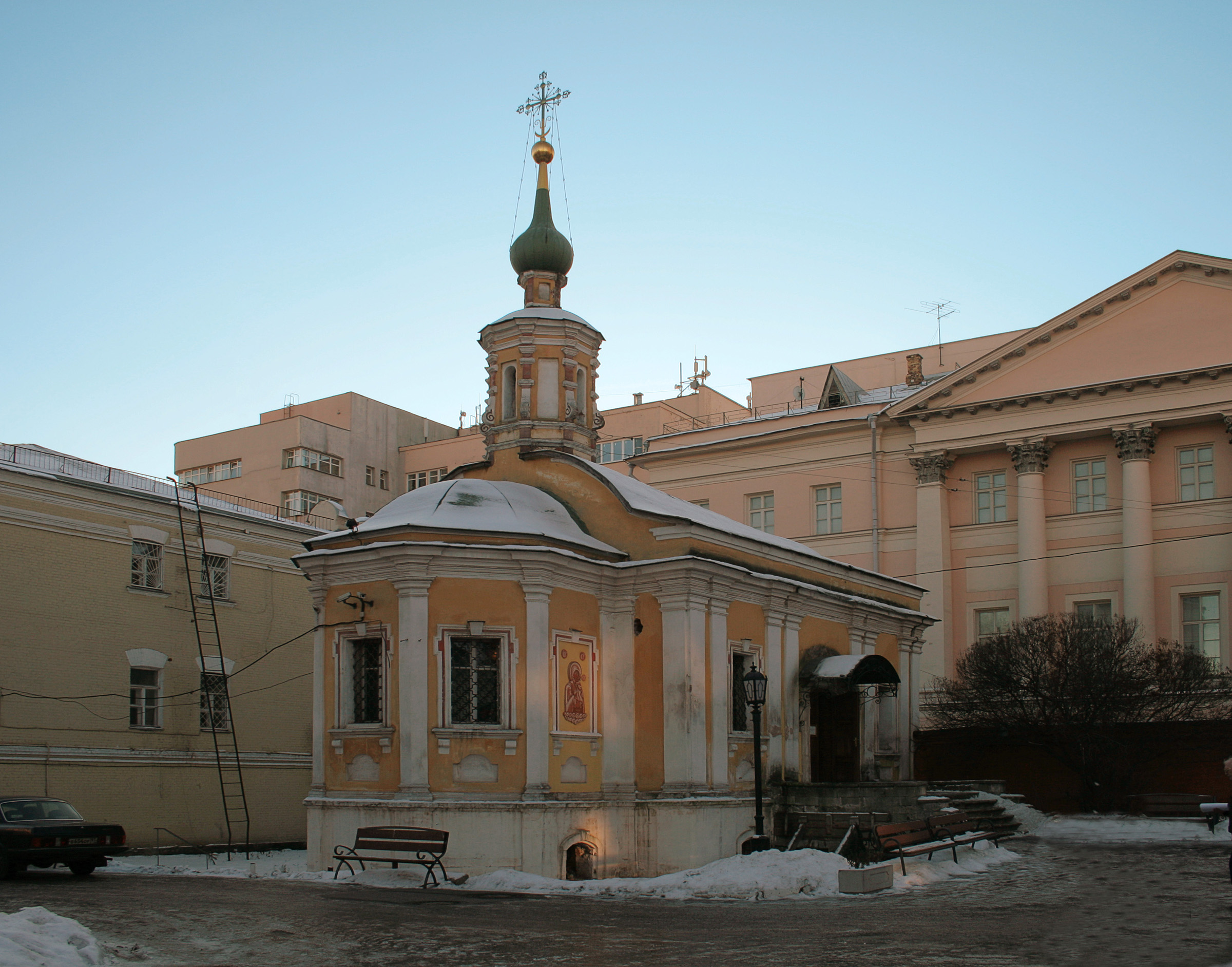
Tolgakerk
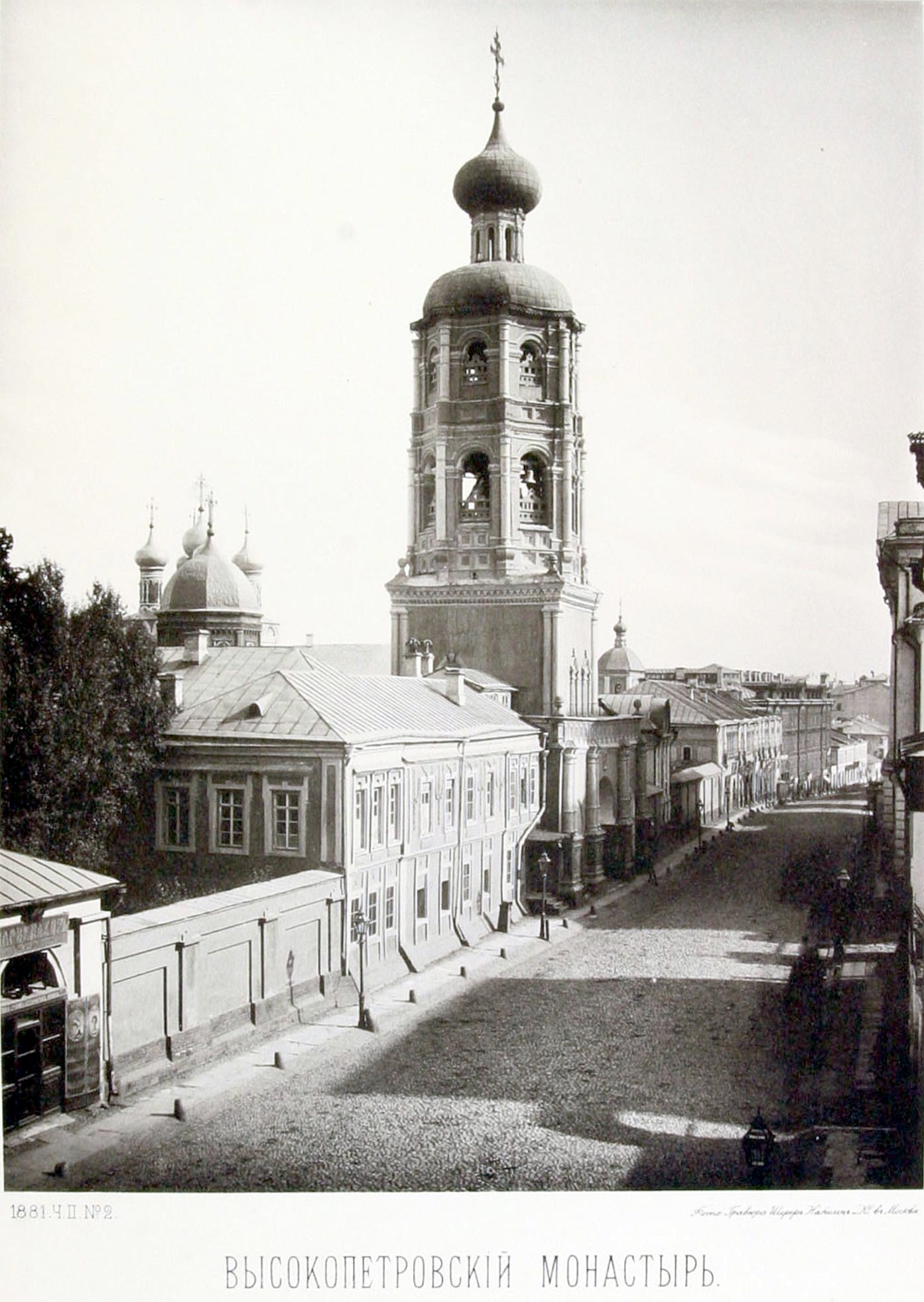
oude foto ca. 1880 (N. Naidenov)
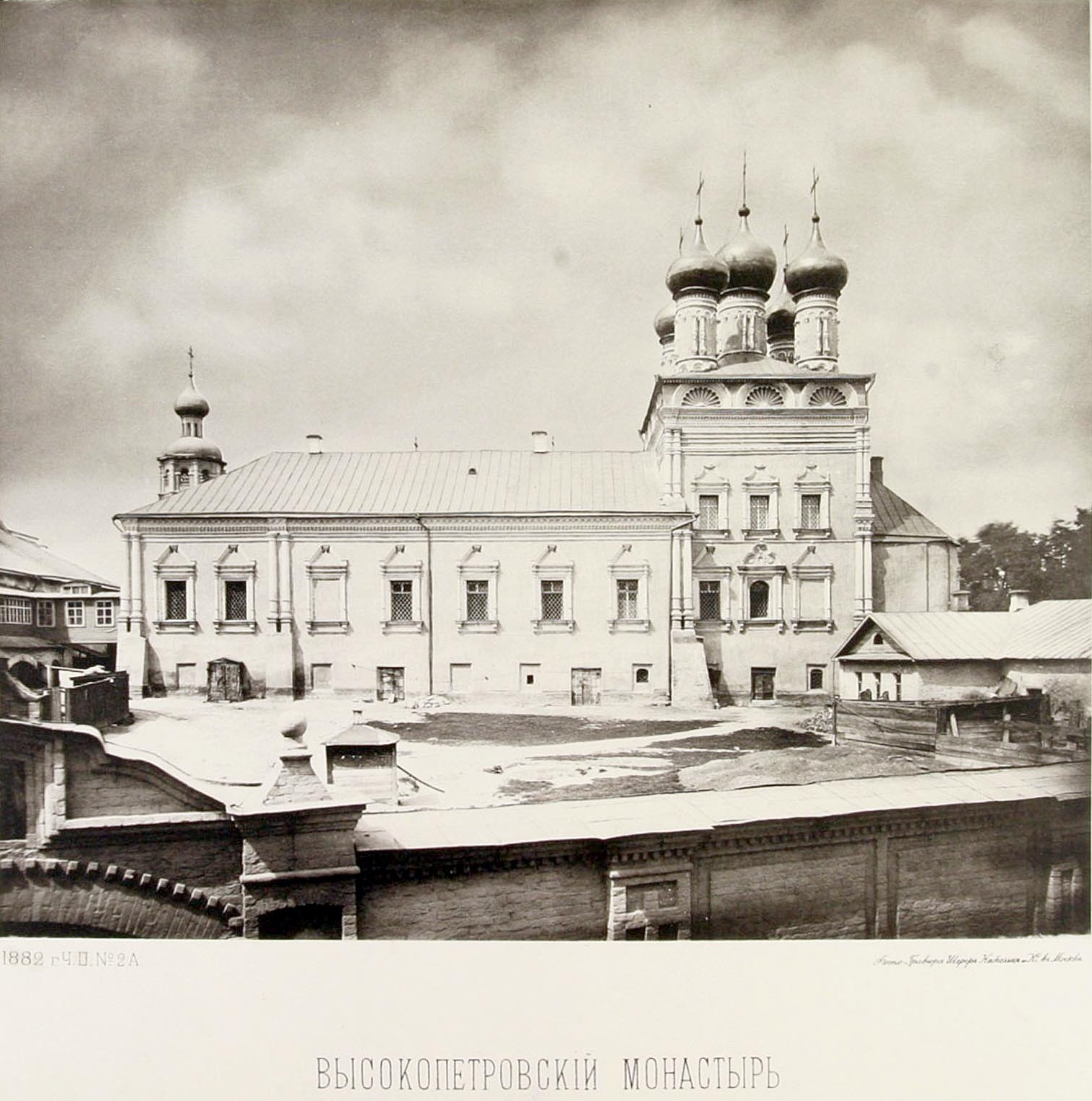
oude foto ca. 1880 (N. Naidenov)